# Грюйер (сыр)
Грюйер (фр. Gruyère) — традиционный швейцарский сыр, производимый в округе Грюйер (кантон Фрибур) в Швейцарии. Получил своё название по региону производства. Это твёрдый жёлтый сыр без дырок, имеющий острый пикантный аромат и слегка ореховый вкус. 26 июля 2001 года грюйер получил статус продукта с контролируемым происхождением, или AOC (фр. appellation d'origine contrôlée), — это обозначает, что грюйером может называться только сыр, произведённый в кантонах Фрибур, Во, Нёвшатель и Юра, а также в некоторых частях кантона Берн.
Во Франции (в Савойе и Франш-Конте) производится т. н. «французский грюйер», отличающийся от швейцарского в частности наличием дырок.

## Изготовление
Для изготовления сыра используется свежее молоко, которое подогревается до 34 °C в медном чане, и заправляется термофильной закваской, затем вносится сычужный фермент. Молоко створаживается, разделяясь на собственно творожную массу и молочную сыворотку. Интенсивным размешиванием творожная масса дробится на фрагменты размером с маленькую горошину и далее «варится» в сыворотке при температуре около 54 °C. Весь процесс занимает полтора-два часа. Готовность сырной массы сыровар определяет, отбирая пробу, и проверяя её на слипаемость и упругость. По окончании варки сырная масса отфильтровывается от сыворотки и помещается в специальные формы, которые устанавливаются под пресс для удаления остатков сыворотки. После отжима сыр маркируют, и помещают под пресс ещё на полдня. После прессования головка сыра помещается на день в крепкую (20 %) соляную ванну, где сыр набирает половину той соли, которая, в итоге, в нём окажется.
После того, как первый этап приготовления сыра окончен, он отправляется в хранилище для дальнейшего созревания. В хранилище поддерживается постоянная температура (13—14 °C) и влажность (94—98 %). В течение всего срока созревания головки сыра регулярно обмываются соленой водой и переворачиваются. Первые десять дней — ежедневно, затем — дважды в неделю на протяжении трёх месяцев, и далее — раз в неделю. После четырёх с половиной месяцев созревания каждая головка проверяется на предмет качества сыра. Грюйер имеет разный вкус, зависящий от времени созревания сыра (и соответственно разные названия):
- Мягкий (фр. doux) — 5 месяцев
- Полусолёный (фр. mi-salé) — 7—8 месяцев
- Солёный (фр. salé) — 9—10 месяцев
- Высший сорт или резерв (фр. surchoix / réserve) — от 1 года
- Старый (фр. vieux) — от 15 месяцев

Головка сыра Le Gruyère Switzerland AOC имеет стандартные размеры (диаметр 55—65 см; высоту 9,5—12 см) и вес около 35 килограммов.
В Швейцарии существует множество разновидностей сыра Грюйер, незначительно отличающихся друг от друга, но есть отдельный подвид Le Gruyère Switzerland AOC Alpage — Альпийский Грюйер. Он отличается тем, что производится прямо на высокогорных пастбищах и только в летние месяцы, когда туда отгоняют на вольный выпас коров. Головка Альпийского Грюйера меньше по размеру, и весит около 25 килограммов. Как правило, Альпийский Грюйер зреет не менее года.

## Применение

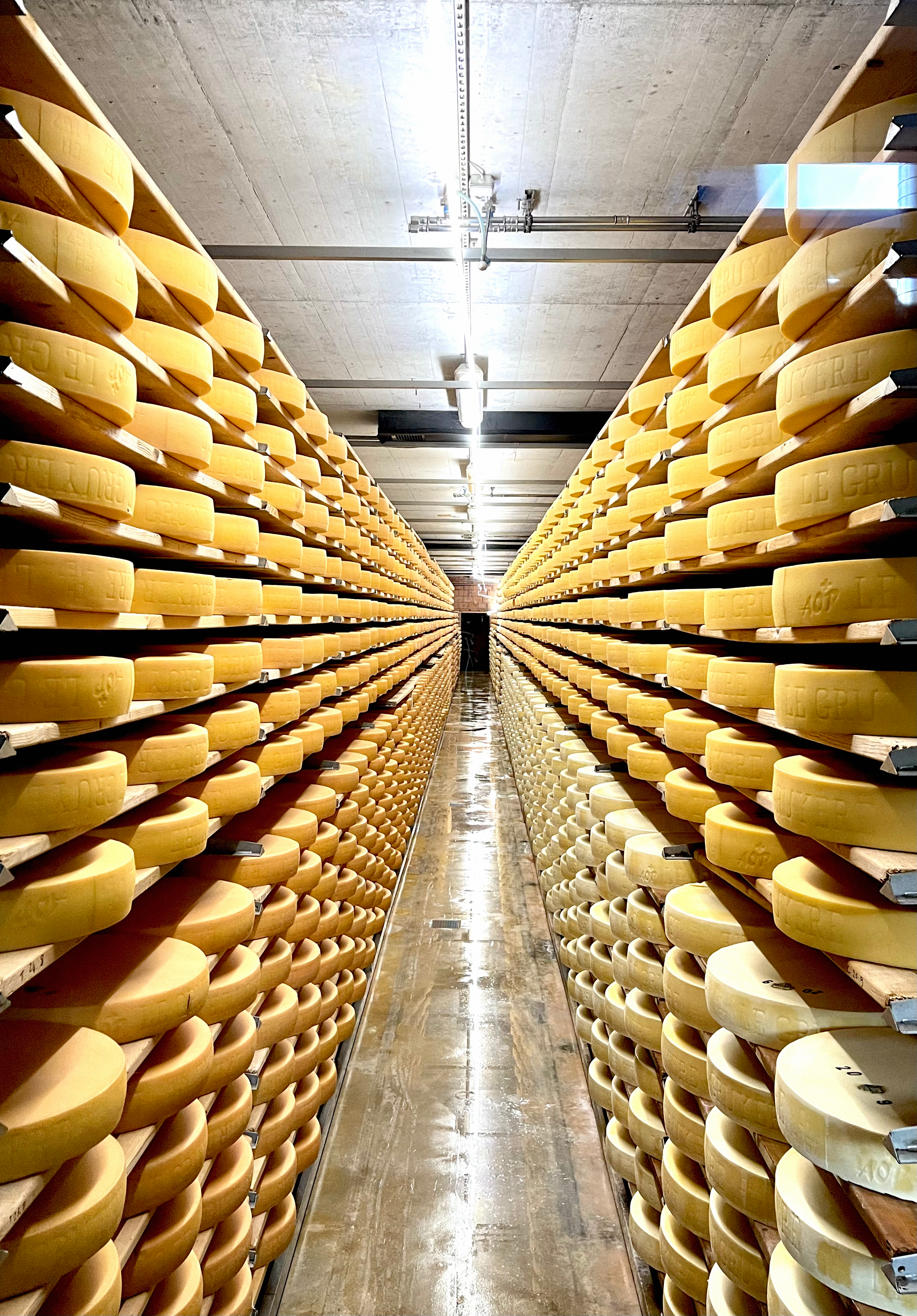

Сыр Грюйер широко известен как один из лучших сыров для выпечки, имеющий характерный, но не подавляющий вкус. Это хорошо плавящийся сыр, он особенно подходит для фондю, наряду с Vacherin Fribourgeois и эмменталем, и придает пикантный вкус кишу, не затмевая другие ингредиенты. Он также традиционно используется во французском луковом супе, а также в крок-месье, классическом французском сэндвиче с ветчиной и сыром. Грюйер используется при приготовлении «кордон блю» из курицы и телятины. Это хороший столовый сыр, часто используемый в тертом виде с салатами и пастой, а также как украшение в чесночном супе при подаче. Белые вина, такие как Рислинг, хорошо сочетаются с Грюйером. Игристый сидр и пиво Bock также являются напитками, хорошо сочетающимися с Грюйером.